# Szubvenció
Szubvenció állami támogatás, amellyel valamilyen termék gyártását ösztönzik.

## Az EU állami támogatásokkal kapcsolatos politikája
Az állami támogatás az EU-ban alapvetően tilos: az Európai Unió működéséről szóló szerződés 107. cikkének (1) bekezdése szerint az Európai Unióban
a belső piaccal összeegyeztethetetlen a tagállamok által vagy állami forrásból bármilyen formában nyújtott olyan támogatás, amely bizonyos vállalkozásoknak vagy bizonyos áruk termelésének előnyben részesítése által torzítja a versenyt, vagy azzal fenyeget, amennyiben ez érinti a tagállamok közötti kereskedelmet.
Ugyanez a cikk számos kivételt felsorol, amikor állami támogatásra mégis sor kerülhet.
Az állami támogatások szándékát a tagállamoknak kötelessége bejelenteni az Európai Bizottságnak, amely megvizsgálja és engedélyezi őket. Ha az állami támogatás a belső piaccal összeegyeztethetetlen, akkor a Bizottság felhívhatja a tagállamot annak visszavonására vagy módosítására, ill. adott esetben utasíthatja a tagállamot, hogy szedje vissza az állami támogatásként kiutalt összegeket.
Az állami támogatásokkal az Európai Bizottság Versenypolitikai Főigazgatósága foglalkozik, amelynek honlapja részletesen tájékoztat a tevékenységeiről, valamint minden egyes állami támogatást felsorol.

## További információforrások
- Tóth Tihamér. Az Európai Unió versenyjoga. Budapest: Complex Kiadó (2007)
- TVI információs füzetek, P-m.hu →EU Integráció, TVI, NAO →TVI (Támogatásokat Vizsgáló Iroda) →Kiadványok [archivált változat]. Hozzáférés ideje: 2010. január 12. [archiválás ideje: 2010. február 8.]